# I Love You (album d'Amanda Blank)
Pour les articles homonymes, voir I love you.
Singles
1. Might Like You Better
Sortie : 26 mai 2009

I Love You est le premier album studio d'Amanda Blank, sorti le 4 août 2009.

## Liste des titres
| No  | Titre                                     | Contient un (des) sample(s) de                                                   | Durée |
| --- | ----------------------------------------- | -------------------------------------------------------------------------------- | ----- |
| 1.  | Make It Take It                           |                                                                                  | 2:25  |
| 2.  | Something Bigger, Something Better        |                                                                                  | 3:04  |
| 3.  | Make-Up                                   |                                                                                  | 2:16  |
| 4.  | Gimme What You Got (featuring Spank Rock) |                                                                                  | 2:46  |
| 5.  | Lemme Get Some (featuring Chuck Inglish)  |                                                                                  | 3:01  |
| 6.  | Shame on Me                               |                                                                                  | 3:56  |
| 7.  | A Love Song (featuring Santigold)         | I'm a Lady de Santigold featuring Trouble Andrew Knowledge Me d'Original Concept | 3:33  |
| 8.  | DJ                                        |                                                                                  | 2:53  |
| 9.  | Might Like You Better                     | Never Say Never de Romeo Void                                                    | 2:55  |
| 10. | Big Heavy                                 |                                                                                  | 3:59  |
| 11. | Leaving You Behind (featuring Lykke Li)   |                                                                                  | 2:45  |